# Новохохловская (станция МЦК)
Новохохло́вская — остановочный пункт Малого кольца Московской железной дороги, обслуживающий маршрут городского электропоезда — Московское центральное кольцо. В рамках транспортной системы Московского центрального кольца обозначается как «станция», хотя фактически не является железнодорожной станцией ввиду отсутствия путевого развития.
Открыт 10 сентября 2016 года вместе с открытием пассажирского движения электропоездов МЦК. Оборудован турникетами.

## История
В августе 2015 года участок земли в Нижегородском районе, на котором ныне располагается ТПУ, был очищен от самовольных построек.

## Пересадки
6 сентября 2018 года на пересечении Малого кольца Московской железной дороги с Курским направлением Московской железной дороги открыли новую платформу Новохохловская Курского направления. Остановочные пункты связал крытый надземный пешеходный переход и уличный проход, оборудованный навесами. Также на пути перехода имеется помещение с магазином, аптекой, кафе и заведением быстрого питания.

## Пассажиропоток
В 2017 году средний пассажиропоток по входу и выходу составил 3 тыс. чел. в день и 90 тыс. чел. в месяц. Из 31 станции МЦК Новохохловская заняла предпоследнее место по популярности. Ожидается увеличение пассажиропотока из-за открывшейся в сентябре 2018 года пересадки на Курское направление Московской железной дороги.
После открытия Второго диаметра МЦД в ноябре 2019 года пассажиропоток станции увеличился на 31 %.

## Наземный общественный транспорт
На этой станции можно пересесть на следующие маршруты городского пассажирского транспорта:
- Автобусы: с755

## Галерея
|  |